# Dexter (Nou Mèxic)
Dexter és una població dels Estats Units a l'estat de Nou Mèxic. Segons el cens del 2000 tenia 1.235 habitants.

## Demografia
Segons el cens del 2000, Dexter tenia 1.235 habitants, 390 habitatges, i 333 famílies. La densitat de població era de 653,2 habitants per km².
Dels 390 habitatges en un 47,9% hi vivien nens de menys de 18 anys, en un 62,3% hi vivien parelles casades, en un 17,7% dones solteres, i en un 14,6% no eren unitats familiars. En l'11,5% dels habitatges hi vivien persones soles el 4,9% de les quals corresponia a persones de 65 anys o més que vivien soles. El nombre mitjà de persones vivint en cada habitatge era de 3,17 i el nombre mitjà de persones que vivien en cada família era de 3,39.
Per edats la població es repartia de la següent manera: un 35,3% tenia menys de 18 anys, un 9,9% entre 18 i 24, un 27,4% entre 25 i 44, un 17,1% de 45 a 60 i un 10,3% 65 anys o més.
L'edat mediana era de 30 anys. Per cada 100 dones de 18 o més anys hi havia 86,7 homes.
La renda mediana per habitatge era de 30.707 $ i la renda mediana per família de 31.316 $. Els homes tenien una renda mediana de 23.950 $ mentre que les dones 16.591 $. La renda per capita de la població era de 10.239 $. Aproximadament el 14,8% de les famílies i el 14,9% de la població estaven per davall del llindar de pobresa.

## Poblacions més properes
El següent diagrama mostra les poblacions més properes.